# Anostomus ucayalensis
Anostomus ucayalensis är en fiskart som först beskrevs av Fowler, 1906.  Anostomus ucayalensis ingår i släktet Anostomus och familjen Anostomidae. Inga underarter finns listade i Catalogue of Life.